# Rabdofane-(Nd)
La rabdofane-(Nd) è un minerale.